# Haworthia reticulata
Haworthia reticulata ist eine Pflanzenart der Gattung Haworthia in der Unterfamilie der Affodillgewächse (Asphodeloideae).

## Beschreibung
Haworthia reticulata wächst gelegentlich stammbildend und sprossend. Die 25 bis 40 halb aufrechten, starren, einwärts gebogenen, lanzettlich-zugespitzten Laubblätter bilden eine Rosette mit einem Durchmesser von bis zu 8 Zentimetern. Die gelblich grüne, opake Blattspreite ist 6 Zentimeter lang und 1 Zentimeter breit. Die Blattoberfläche ist netzartig bis gesprenkelt gemustert und wird in der Sonne rötlich. Der Blattrand und der Blattkiel sind häufig mit kurzen Dornen besetzt.
Der Blütenstand erreicht eine Länge von bis zu 25 Zentimeter und besteht aus 20 bis 30 Blüten. Die großen Blüten sind weiß bis rosarötlich. Die bogenförmigen Knospen besitzen abgeflachte Spitzen.

## Systematik und Verbreitung
Haworthia reticulata ist in der südafrikanischen Provinz Westkap verbreitet.
Die Erstbeschreibung als Aloe reticulata durch Adrian Hardy Haworth wurde 1804 veröffentlicht. 1812 stellte er die Art in die Gattung Haworthia. Nomenklatorische Synonyme sind Aloe arachnoidea var. reticulata (Haw.) Ker Gawl. (1811) und Apicra reticulata Willd. (1811, unkorrekter Name ICBN-Artikel 11.4).
Es werden folgende Varietäten unterschieden:
- Haworthia reticulata var. reticulata
- Haworthia reticulata var. attenuata M.B.Bayer
- Haworthia reticulata var. hurlingii (Poelln.) M.B.Bayer
- Haworthia reticulata var. subregularis (Baker) Pilbeam

## Nachweise